# 천성진성
천성진성(天城鎭城)은 부산광역시 강서구 천성동에 있는 조선시대의 성곽이다. 1989년 3월 10일 부산광역시의 기념물 제34호로 지정되었다.

## 현지 안내문
일본의 쓰시마섬에서 부산, 진해쪽으로 들어오는 왜구의 침입을 막기 위해 둘러쌓은 성이다.
조선 중종 5년(1510) 삼포왜란과 중종 39년(1544) 사량진왜변을 거치면서 이곳에 진영을 두고 군사를 배치하여 지키자는 논의가 일어났다. 그래서 바닥쪽으로 돌덩이를 채워 군함을 보호하는 시설과 함께 수군이 주둔할 수 있는 성을 쌓아 왜구의 침입을 막았다.
성벽의 둘레는 약 700m 정도로 짐작되나 현재 남아 있는 성벽의 둘레는 약 96m이며, 높이는 3.5m이다. 서·남·북쪽에 문터가 있는데 성문을 보호하기 위해 바깥쪽에 이중으로 성을 쌓았으며, 동쪽에는 문이 없고 성벽을 이중으로 둘렀다. 문의 양옆과 성벽이 꺾인 지점에는 성벽 바깥쪽에 마찬가지로 이중의 성벽을 두었고, 성벽 주위에는 땅을 파서 물이 흐르게 하여 방어시설을 마련해 두었다.
조선시대 중기 군사적 요충지에 성을 쌓고 병사를 주둔하게 했던 진성(鎭城)의 축성 양식을 살펴볼 수 있는 훌륭한 자료이다.

## 참고 자료
- 천성진성 - 국가유산청 국가유산포털